# ꟕ
Cette page contient des caractères spéciaux ou non latins. S’ils s’affichent mal (▯, ?, etc.), consultez la page d’aide Unicode.
Le wynn double, ꟕ en minuscule, est une lettre additionnelle de l’alphabet latin utilisée au XIIe siècle en moyen anglais dans l’Ormulum. Il est composé d’un wynn ‹ Ƿ, ƿ › avec un panse doublée. Sa forme est similaire à un f insulaire fermé.

## Représentations informatiques
Le thorn double peut être représenté avec les caractères Unicode (latin étendu D) suivants :
| formes    | représentations | chaînes de caractères | points de code | descriptions                         |
| --------- | --------------- | --------------------- | -------------- | ------------------------------------ |
| minuscule | ꟕ               | ꟕ                     | U+A7D5         | lettre minuscule latine thorn double |